# Phi Thoàn
Phi Thoàn (19 tháng 06 năm 1932 - 04 tháng 05 năm 2004) là một danh hài người Việt Nam.

## Lịch sử
Nghệ sĩ Phi Thoàn sinh năm 1932 tại tỉnh Trà Vinh, bấy giờ thuộc Nam Kỳ, Liên bang Đông Dương. Theo hồi tưởng, đúng hôm mẹ ông trở dạ thì giới chức Pháp ở địa phương cho chạy thử một chiếc tàu rất lớn trên sông Trà Vinh (nay là chỗ hợp lưu sông Hậu và sông Cổ Chiên), cho nên đặt ông là Nguyễn Phi Thoàn (阮飛船). Nhưng vì cậu bé Phi Thoàn khó nuôi quá, ba mẹ phải đem cho một cao tăng Khmer nuôi, nên được thầy gọi theo tiếng Tiều là Sen.
| “                   | Có lẽ nhờ chết hụt lúc còn nhỏ nên lớn lên tôi là một thanh niên sống thảnh thơi, thích nhìn những sự việc tréo ngoe để gây tiếng cười. Năm tôi 16 tuổi, ở xóm đã nổi danh là thằng "Sen tiếu". Một lần bạn bè xúi mày có máu khôi hài nên lên Sài Gòn xin vào đài phát thanh kể chuyện tiếu lâm. Tôi khăn gói một phen thử vận. Hồi đó ở Đài phát thanh Sài Gòn có chương trình tuyển chọn ca sĩ trẻ, giữa giờ giải lao thường có một anh hề ra chọc cười khán giả. Tôi xin thử kể, không dè ông chủ lắc đầu. Lúc định quay về thì trời đổ một cơn mưa thiệt lớn. Nhờ vậy tôi mới được thử. Câu chuyện tôi kể là hình ảnh một anh nông dân say bí tỉ gây lộn với con chó. Một mình tôi giả hai giọng: người và chó. Không ngờ ông chủ nhận tôi vào làm chương trình và đó là bước ngoặt gắn chặt đời tôi với sân khấu. | ” |
| — Nghệ sĩ Phi Thoàn | |   |

Sau Đệ nhị thế chiến, phong trào đại nhạc hội phát triển rầm rộ tại đô thành Sài Gòn, khiến nhu cầu tuyển nghệ sĩ rất lớn trong giới bầu sô. Vì thế chỉ trong thời gian rất ngắn, cái tên Phi Thoàn đã lừng lẫy trong giới hề kịch.
Ở thời kì sau cách mạng mồng 01 tháng 11, khi sinh hoạt văn nghệ Việt Nam Cộng hòa được khai phóng, Phi Thoàn bỏ các ban kịch Sài Gòn để làm tài tử tự do. Ông hợp với Khả Năng, Thanh Việt, Tùng Lâm, Thanh Hoài, Hoàng Mai, Văn Chung thành thất hài đế, khuynh đảo chương trình Tiếu vương hội phát hàng tuần trên đài số 9. Mặc dù hơi lép vế về tiếng tăm so với các bạn diễn này, nhưng ông được giới mộ điệu đánh giá cao nhất về khả năng biểu cảm cũng như cách chuyển tải một cốt kịch cụ thể.
Sau biến cố 30 tháng 04 năm 1975, nghệ sĩ Phi Thoàn may mắn không thuộc diện phải đi học tập cải tạo dài hạn. Ông vào biên chế Đoàn kịch nói Bông Hồng, rồi tạo ấn tượng trên sân khấu đoàn cải lương Hương Biển, đoàn ca múa nhạc Hóc Môn, đoàn ca nhạc Sông Bé, đoàn cải lương văn công thành phố, đoàn cải lương Sài Gòn 2. Đến năm 1985, ông về Đoàn văn công TP. HCM và năm 1989 trở thành cây cười của Đoàn cải lương Sài Gòn 2... Tới tận năm 2000, ông còn kết hợp bạn diễn tri kỉ Tùng Lâm, Thanh Hoài góp kịch mục tại Liên hoan Sân khấu Hài lần III. Đây cũng là dấu ấn cuối cùng trong nghiệp diễn của nghệ sĩ Phi Thoàn.
Ông tử vong đột ngột hồi 16 giờ 40 phút ngày 04 tháng 05 năm 2004 tại nhà riêng nơi ông sống sau một thời gian lâm trọng bệnh.
| “                   | Ba tôi kĩ tính lắm. Nếu thấy cách chọc cười chưa hợp lý, dễ làm người xem hiểu lầm là ông chuyển hẳn cách diễn ngay. Với ông, khi lên sân khấu không thể diễn cho có. Ông vẫn luôn dặn tôi: Sự dễ dãi sẽ giết tính sáng tạo của người nghệ sĩ. | ” |
| — Nghệ sĩ Phi Phụng | |   |

## Sự nghiệp
Ở mùa 1 chương trình Ký ức vui vẻ (2018-9), nghệ sĩ Thanh Bạch bộc bạch rằng, phong cách tấu hài trong ông dựa trên nền tảng những băng cassette thâu tiết mục của các nghệ sĩ gạo cội miền Nam mà ông hay coi thuở nhỏ, đặc biệt là thất hài đế.
| “                               | Kính thưa cùng tàn thể quý dzị! Tui - chú Sáu Mĩ Thuận, xin kính chúc cùng tàn thể quý dzị một năm dzui dzé, trọn năm được mạnh khóe, dáng người thêm đẹp đé, hưởng một năm mát mé, đời tươi tré và thân phe phé. Dzà sau đây tui xin giới thiệu cùng tàn thể quý dzị một ca sỉ trẻ tuổi gốc người Chung Goa, có biệt hiệu là Xìn Xúc Xích, trình bày bản nhạc Xập Xám Chướng của Tùng Lâm. Và đây ca sỉ Xìn Xúc Xích. [...] | ” |
| — Trích tiết mục Xập xám chướng | |   |

Sân khấu
- Cho tình yêu mai sau
- Cô lái xe và chiếc bình cổ
- Hai Nhái khoái kén rể... Ông Sáu
- Đôi bông tai
- Tiếu vương hội
- Xập xám chướng... Hoạt náo viên

Điện ảnh
- Võ sĩ bất đắc dĩ (1992)... Tư Xí

## Đời tư
Ông có cháu ngoại là Phi Hạt cũng là con trai của con gái ông là nghệ sĩ hài Phi Phụng

## Liên kết
1. ↑  Vĩnh biệt danh hề Phi Thoàn
2. ↑  Nghệ sĩ hài Phi Thoàn từ trần

### Tư liệu
- Sinh bình nghệ sĩ Phi Thoàn
- Diễn hài trước và sau 1975

| Thất hài đế |
| --- |
| Hoàng Mai \| Khả Năng \| Thanh Việt \| Tùng Lâm \| Thanh Hoài \| Phi Thoàn \| Văn Chung \| Văn Hường \| La Thoại Tân \| Xuân Phát |